# Kikaider 01
Kikaider 01 (キカイダー01?, Kikaidā Zero Wan) è una serie TV tokusatsu che fa da seguito a Jinzō ningen Kikaider.
Creata da Shotaro Ishinomori e prodotta dalla Toei, la serie venne trasmessa sul canale NET (l'attuale TV Asahi) dal 12 maggio 1973 al 30 marzo 1974 per un totale di 46 episodi da 25 minuti.

## Storia
Hakaider, l'androide nero antagonista di Jiro alias Kikaider (l'eroe della serie precedente), ricompare misteriosamente dal nulla e forma una sua organizzazione criminale, la Squadra Hakaider (ハカイダー部隊, Hakaida Butai).
Dopo il ritorno di Hakaider, un androide chiamato Kikaider 01, creato dal Professor Komyoji come prototipo di Jiro, si attiva improvvisamente e affronta Hakaider.
Hakaider ha 3 assistenti, Red Hakaider (armato di balestra), Blu Hakaider (armato di frusta) e Silver Hakaider (armato con un'asta di acciaio).
Insieme, i 4 Hakaider cercano di rapire un bambino chiamato Akira, ma vengono sempre fermati da Kikaider 01 che ogni tanto viene aiutato dal suo predecessore Jiro/Kikaider.
Dopo vari fallimenti della Squadra Hakaider, un nuovo oscuro personaggio compare, Shadow Knight che dichiara l'esistenza di un'organizzazione criminale ben più pericolosa di nome Shadow e Shadow Knight ne è un membro di alto rango.
Dopo la distruzione dei suoi 3 compagni, Hakaider viene costretto ad unirsi alla Shadow.
Viene dopo rilevato che Hakaider è in realtà il Professor Gill, il cattivo principale in Jinzo ningen Kikaider, che ha fatto innestare il suo cervello nel corpo di Hakaider dopo la sconfitta subita per mano di Jiro e che aveva progettato un robot gigante chiamato Armageddon Lord del quale ha tatuato i piani per costruirlo nel figlio Akira.
La Shadow aiuta Gill a costruire il robot e Kikaider 01 cercherà di fermarli.

## Personaggi
Androidi
- Ichiro/Kikaider 01: è l'eroe della storia, nella sua forma umana, 01 è chiamato Ichiro e suona una tromba per annunciare la sua presenza ai nemici. Kikaider 01 funziona a energia solare, quindi non può trasformarsi nell'oscurità.

- Jiro/Kikaider: l'eroe di Jinzo Ningen Kikaider ritorna in questa serie per dare man forte a 01.

- Gill Hakaider: un malvagio androide che possiede il cervello del Professor Gill, il vecchio leader dell'organizzazione Dark.

- Mari/Bijinder: un androide femminile. All'inizio era membro della Shadow e aveva la missione di distruggere Kikaider 01 ma poi diventa alleata di quest'ultimo.

- Red Hakaider, Blue Hakaider e Silver Hakaider: i tre assistenti di Gill Hakaider che, insieme a lui, formavano la Squadra Hakaider. ciascuno dei 4 Hakaider poteva trasformarsi in un mostro: Red Hakaider diventa Red Centipede, Blue Hakaider diventa Blue Alligator, Silver Hakaider si trasforma in Silver Shrimp e Gill Hakaider in Black Dragon (chiamato così anche se buona parte del corpo di Black Dragon è oro). Gli Hakaider potevano anche unirsi in un unico, enorme robot chiamato Gattaider.

- Shadow Knight: un robot dall'aspetto di un ciclope con l'armatura di un cavaliere medioevale, era un membro di alto rango della Shadow. Diventerà rivale di Gill Hakaider nel loro obbiettivo di distruggere Kikaider 01 e ottenere maggiore potere all'interno dell'organizzazione.

- Zadam: un robot dall'aspetto di un diavolo a due teste membro della Shadow. Prende il posto di Shadow Knight dopo la distruzione di quest'ultimo.

- Waruder: un androide samurai incaricato da Big Shadow di distruggere Kikaider 01. Si innamora di Bijinder ma i suoi sentimenti non vengono ricambiati perché è nemico di 01. Waruder prova simpatia per i bambini ma ha paura dei cani.

Umani
- Akira: il figlio del Professor Gill a cui sono stati tatuati sopra le istruzioni per costruire Armageddon Lord.

- Hiroshi: il fratello maggiore di Akira.

- Rieko: una donna misteriosa che fa da badante a Akira, è abile nei travestimenti.

- Misao: la badante di Hiroshi ai tempi della Dark. Quando Jiro, il primo Kikaider, ha distrutto la Dark, lei e Hiroshi sono rimasti senza un posto dove vivere. Dopo la morte di Rieko, diventerà la badante sia di Akira che di Hiroshi.

- Gunta Momochi: un fotografo inetto che finisce sempre nei guai.

- Big Shadow: è il crudele capo della Shadow, vestito di nero e col volto coperto da una maschera gialla. L'esercito della Shadow è per la maggior parte composta da androidi e mostri robot che Big Shadow usa per eseguire i suoi piani.

- Prof. Komyoji: il creatore dei due Kikaider ricompare per essere forzato da Big Shadow a costruire una macchina che ricostruisce rapidamente gli androidi della Shadow quando questi vengono distrutti in modo che il suo esercito non rimanga mai a corto di unità.

## Cast
- Ichiro/Kikaider 01: Shunsuke Ikeda
- Jiro/Kikaider: Daisuke Ban
- (Gill) Hakaider: Shōzō Iizuka (voce)
- Blue Hakaider: Setsuo Wakui (voce)
- Red Hakaider: Teiji Ōmiya (voce)
- Silver Hakaider: Shin Aomori (voce)
- Akira: Goto Yoshihide
- Rieko: Kazuyo Sumidai
- Gunta Momochi: Minoru Kuri
- Shadow Knight: Masao Imanishi (voce, episodi 8-16, 20-22)
- Shadow Knight: Motomu Kiyokawa (voce, episodi 17-19)
- Shadow Knight: Takeshi Watabe (voce, episodi 23-27)
- Big Shadow: Nobuo Yana
- Misao: Hijiri Matsuki
- Hiroshi: Kiyotaka Ishii
- Zadam: Taimei Suzuki (voce)
- Zadam: Masao Hosoi (voce)
- Mari/Bijinder: Etsuko Shihomi
- Bijinder: Saiko Kogawa (voce)
- Waruder: Takeshi Watabe (voce)
- Narratore: Masaaki Okabe

## In altri media
Nel manga di Kikaider realizzato da Shotaro Ishinomori, Ichiro alias Kikaider 01 ha il ruolo di spalla per Jiro e ha una personalità ribelle e incosciente rispetto alla versione tokusatsu. Appare anche nell'OAV Kikaider 01 The Animation.